# Світлозбиральний комплекс
Світлозбиральний комплекс  – це комплекс білкових субодиниць, який може бути частиною більшого суперкомплексу фотосистеми, функціональної одиниці в фотосинтезі . Він використовується рослинами та фотосинтезуючими бактеріями для збору більшої кількості  світла, яке надходить, ніж тої яка б була захоплена простофотохімічним реакційним центром. Світлозбиральні комплекси широко росповсюджені серед різних фотосинтезуючтх видів. Комплекси складаються з білків і фотосинтетичних пігментів і оточують фотосинтезуючий реакційний центр для того щоб фокусувати енергію, отриману від фотонів, поглинених пігментом, до реакційного центру з використанням резонансного Ферстерівського переносу енергії . 

## Функція
Поглинання фотона молекулою призводить до електронного збудження, коли енергія захопленого фотона є достатньою для переходу електрона на вищу орбіталь. Частина таких збуджень може бути пверненням до звичного стану, або ж іншого електронного стану тієї ж молекули. Коли збуджена молекула має молекулу-сусіда, енергія збудження також може передаватися через електромагнітну взаємодію від однієї молекули до іншої. Цей процес називається резонансним переносом енергії, і його швидкість сильно залежить від відстані між донором енергії та молекулами акцептора енергії. Світлозбиральні комплекси мають свої пігменти, спеціально розміщені так, щоб показники швидкості були оптимальними. 

## У фіолетових бактерій
Фіолетові бактерії використовують бактеріохлорофіл та каретоноїди для збору світлової енергії. Ці білки розташовані кільцеподібно, створюючи циліндр, який охоплює мембрану.  

## У зелених бактеріях
Зелені сірчані бактерії та деякі хлорофлексії використовують еліпсоїдальні комплекси, відомі як хлоросоми для захоплення світла. Їх форма бактеріохлорофілу - зелена. 

## У ціанобактерій і рослин
Хлорофіли та каротиноїди є важлими частинами світлозбиральних комплексів, присутніх у рослинах. Хлорофіл b майже ідентичний хлорофілу a, за винятком того, що він має альдегідну групу замість метильної групи . Ця невелика різниця змушує хлорофіл b поглинати світло з довжиною хвилі між 400 і 500 нм ефективніше ніж хлорофіл а. Каротиноїди - це довгі лінійні органічні молекули, що мають по почергово одинарні та подвійні зв’язки. Такі молекули називаються поліенами . Два приклади каротиноїдів - лікопен і β-каротин . Ці молекули також найбільш ефективно поглинають світло в 400 - 500   нм діапазоні. Завдяки такій області поглинання каротиноїди виглядають червоними та жовтими та відповідають за червоний та жовтий колір плодів та квіток . 
Молекули каротиноїдів також виконують захисну функцію. Молекули каротиноїдів пригнічують руйнівні фотохімічні реакції, зокрема ті, що включають кисень, які можуть спричинити сонячні промені. Рослини, яким не вистачає молекул каротиноїду, швидко гинуть через вплив кисню та світла. 

## Фікобілісома

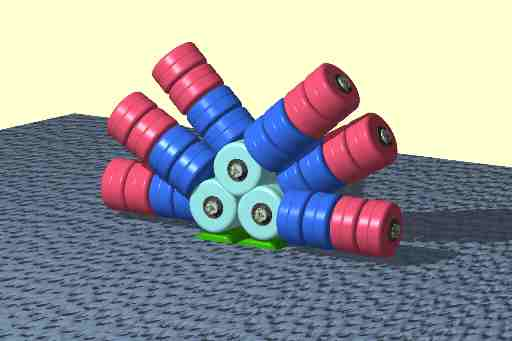
Схематичне розташування білкових субодиниць у фікобілісомі.

Кількість світла, яка досягає водоростей, що знаходяться на глибині одного метра в морській воді є дуже малою, оскільки світло легко поглинається морською водою. Фікобілісома - це білковий комплекс, який присутній у ціанобактеріях, глаукоцистофіті та червоних водоростях і за структурою схожий до справжньої антени. Пігменти, такі як фікоціанобілін та фікоеритробілін, є хромофорами, що зв'язуються через ковалентний зв'язок тіоефіру зі своїми апопротеїнами у залишках цистеїнів. Апопротеїн із його хромофором називається відповідно фікоціаніном, фікоеритрином та аллофікоціаніном. Вони часто трапляються як гексамери α і β субодиниць (α 3 β 3 ) 2 . Вони підвищують кількість та спектральне вікно поглинання світла та заповнюють "зелений проміжок", який зустрічається у вищих рослинах. 
Геометричне розташування фікобілісоми дуже елегантне і є причиною 95% ефективності передачі енергії. У них є центральне ядро аллофікоціаніну, яке розташоване над фотосинтетизуючим реакційним центром. Існують фікоціанінові та фікоеритринові субодиниці, які виходять з цього центру, у вигляді тонких требок. Це збільшує площу поверхні поглинаючої секції і допомагає сконцентрувати світлову енергію вниз, в реакційний центр до хлорофілу. Передача енергії від збуджених електронів, поглинених пігментами, у підрозділах фікоеритрину на периферії цих антен переміщується в реакційний центр менш ніж за 100 пікосекунд. 

## Подальше читання
- Caffarri (2009) Функціональна архітектура суперкомплексів вищих рослинних фотосистем II. Журнал EMBO 28: 3052–3063
- Govindjee & Shevela (2011) Пригоди з ціанобактеріями: особиста перспектива. Межі в рослинництві .
- Лю та ін. (2004) Кристалічна будова легкого збирального комплексу шпинату при роздільній здатності 2,72 °. Природа 428: 287–292.
- Локштейн (1994) Роль світлозбирального комплексу II розсіювання енергії: флуоресценція in vivo в дослідженні надмірного збудження щодо походження гасіння високої енергії. Журнал фотохімії та фотобіології 26: 175-184
- MacColl (1998) ціанобактеріальні фікобілісоми. ЖУРНАЛ СТРУКТУРНОЇ БІОЛОГІЇ 124 (2-3): 311-34.

## Зовнішні посилання
- MeSH Light-harvesting+protein+complexes
- http://www.life.illinois.edu/govindjee/photoweb - Фотосинтез та всі його підкатегорії